# گیاه خشکی‌زی

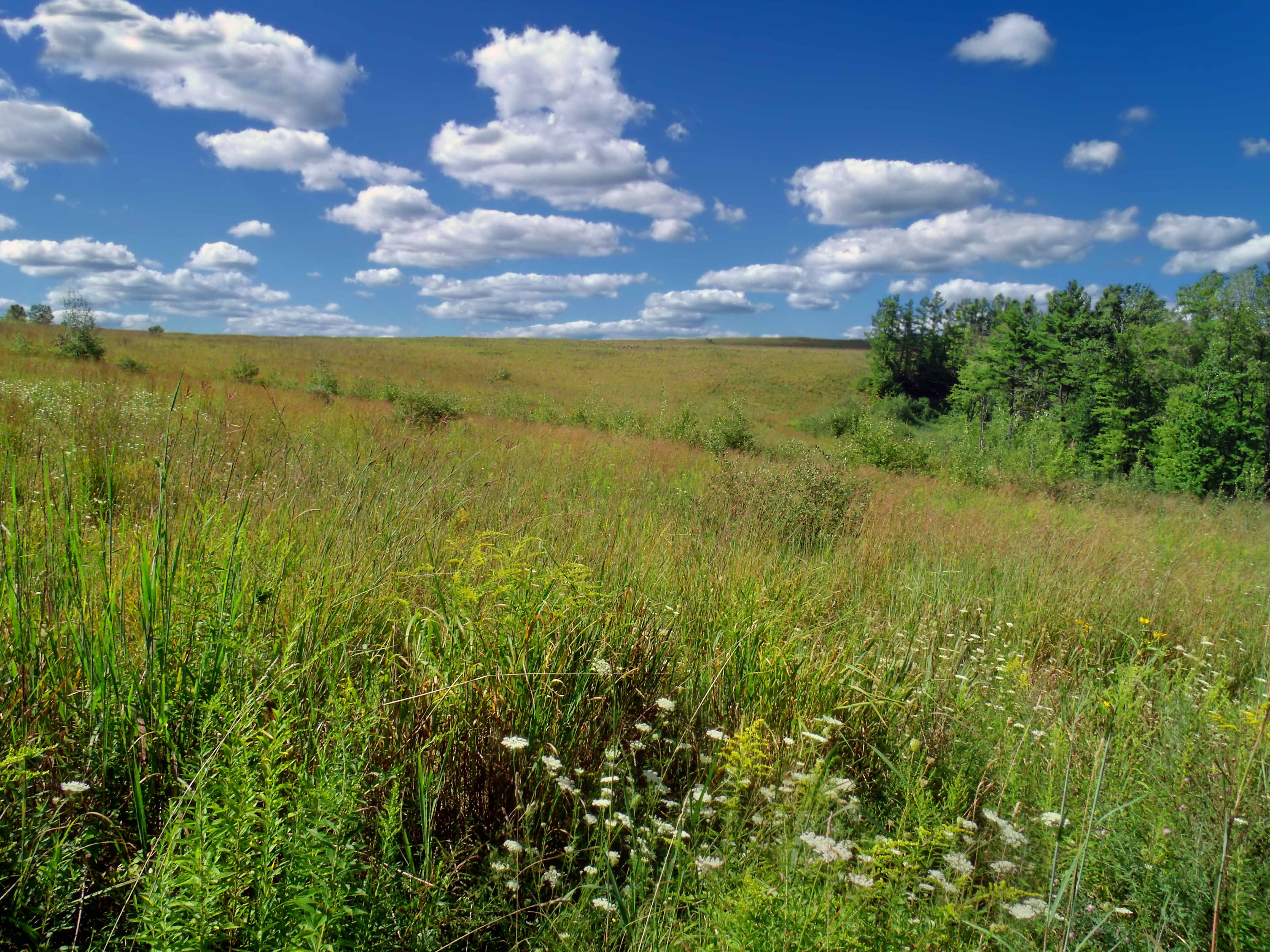
گیاهان خشکی‌زی

گیاه خشکی‌زی یا گیاه خاکزی (انگلیسی: Terrestrial plant)، یا گیاه خاک‌رُست، به گیاهی گفته می‌شود که در زمین، داخل یا از زمین می‌روید. انواع دیگر گیاهان آبزی (زندگی در آب)، هوازی (زندگی روی درختان) و سنگ‌رست (زندگی در داخل یا روی سنگ) هستند.
تمایز بین گیاهان آبزی و خشکی‌زی اغلب مبهم است، زیرا بسیاری از گیاهان خشکی‌زی توانایی تحمل غوطه‌ور شدن دوره‌ای را دارند و بسیاری از گونه‌های آبزی هم به‌صورت غوطه‌ور و هم شکل ظاهری دارند. گیاهان آبزی غوطه‌ور اجباری نسبتاً کمی وجود دارند (گونه‌هایی که نمی‌توانند ظهور را حتی برای دوره‌های نسبتاً کوتاه تحمل کنند)، اما برخی از نمونه‌ها شامل اعضای تخت‌قورباغه‌ایان، فرچه‌گیاهان، علف‌شاخی، چرخ‌آب‌ها، و بیشتر جلبک‌های درشت (مانند کارا و نیتلا) می‌باشند. بیشتر گیاهان آبزی می‌توانند یا ترجیح می‌دهند به شکل ظاهر شده رشد کنند و بیشتر آنها فقط به این شکل گل می‌دهند. بسیاری از گیاهان خاکزی می‌توانند دوره‌های طغیان طولانی مدت را تحمل کنند و این اغلب بخشی از زیستگاه طبیعی گیاه است که در آن سیل رایج است. این گیاهان (به نام هلوفیت‌ها) دوره‌های طولانی غرقابی در اطراف ریشه‌ها و حتی غوطه‌ور شدن کامل در زیر آب‌های سیل را تحمل می‌کنند. سرعت رشد گیاه آبزی در این دوره‌های غوطه‌وری کامل به‌طور قابل توجهی کاهش می‌یابد و اگر سطح آب کاهش نیابد، گیاه در نهایت کاهش یافته و از بین می‌رود.